# Friedrich Holbein

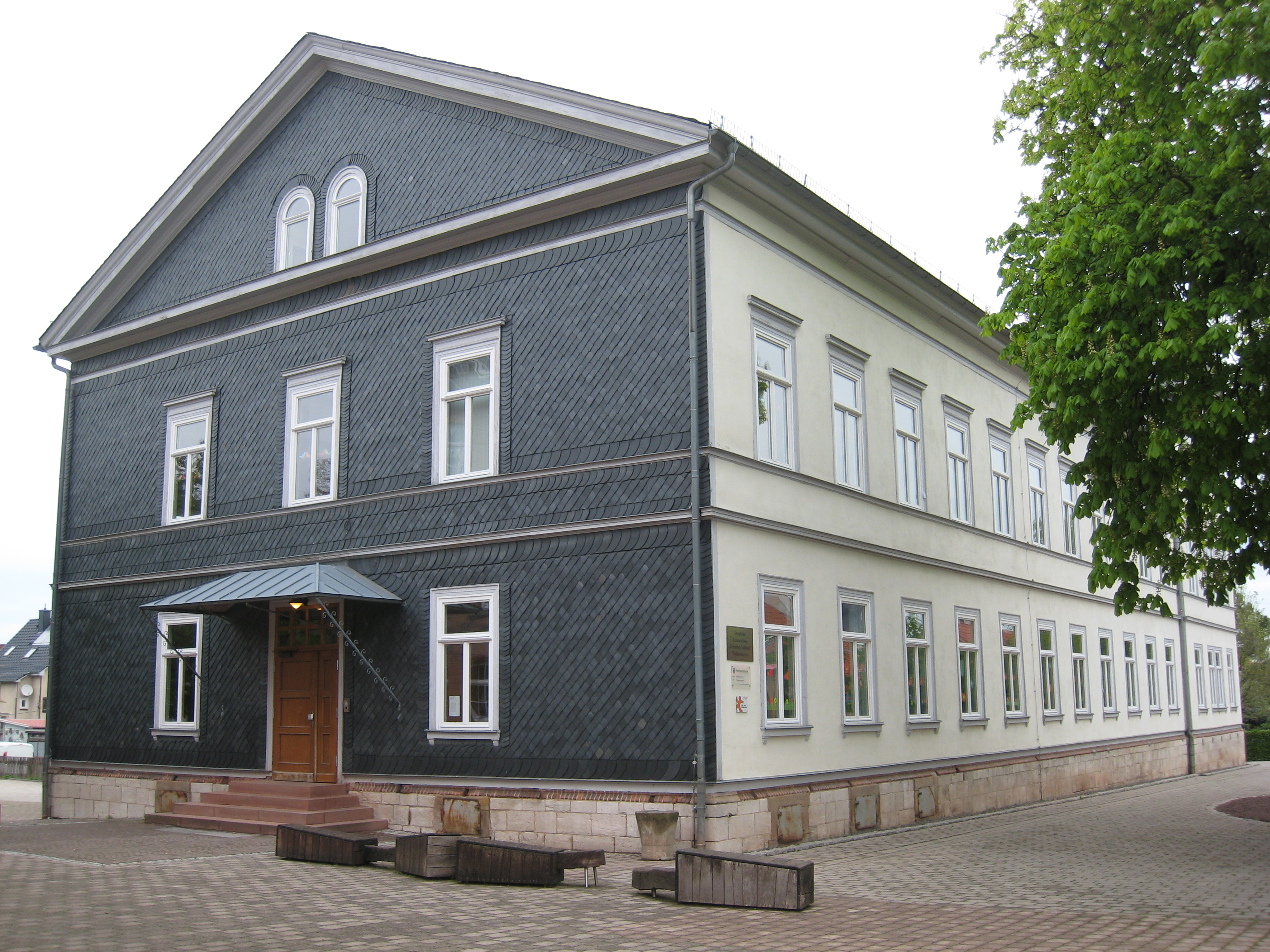
Staatliche Grundschule "Friedrich Holbein" in Waltershausen, Schulplatz 6

Friedrich Holbein  (* 19. März 1856 in Waltershausen; †  1940) war ein deutscher Maler und Grafiker.

## Leben
Friedrich Holbein wurde als Sohn eines Leinewebers geboren. Er besuchte die Volksschule und zeigte schon früh zeichnerisches Talent.
Bis zu seinem 30. Lebensjahr war er als Heimarbeiter für eine Waltershäuser Puppenfabrik  tätig und bemalte Puppenköpfe. Als Autodidakt eignete er sich das Zeichnen und Malen an. Seine Motive entnahm er der Natur.
Im Jahre 1889 kam es zur Begegnung mit dem Schriftsteller August Trinius. Dieser bat ihn, seine Wanderbücher zu illustrieren. Holbein fertigte zu diesem Zwecke eine Probezeichnung vom Preußischen Hof auf dem Großen Inselsberg an und schrieb sich bei dieser Gelegenheit das erste Mal beim Gastwirt in das Fremdenbuch ein. Von da an wanderte er jeden Sonn- und Feiertag zum Inselsberg.
Bereits im ersten Jahr der Zusammenarbeit von Trinius und Holbein erschien das Buch
„Der Rennstieg- eine Wanderung von der Werra bis zur Saale“ mit 12 Holzschnitten von Holbein.
Durch Trinius’ Vermittlung gelang es Holbein, seine Zeichnungen in damals viel gelesenen
Familienblättern unterzubringen, so auch in der „Gartenlaube“.
Von 1892 bis 1912 schuf Holbein etwa 300 Zeichnungen für Trinius und 400 Zeichnungen für andere Werke. 
Holbeins Motive entstammten der engeren Heimat wie zum Beispiel Schloss Tenneberg, dem Lauchagrund und dem Inselsberg. Zu jeder Jahreszeit malte er Schloss Reinhardsbrunn, zu dem er eine ganz besondere Beziehung hatte. Hier wirkte sein Großvater als Kunstgärtner.
Im Jahre 1913 hatte Holbein die 900. Inselsbergbesteigung geschafft.
Er hatte eine Dauerausstellung in der Gaststätte „Gothscher Hof“ auf dem Inselsberg.
Im Jahre 1916 erhielt er einen Auftrag für die herzogliche Hofkammer und die Landwirtschaftskammer. Bildbestellungen und Aufträge kamen aus Neapel, Jütland und Rotterdam.
Vom Jahre 1928 an veröffentlichte Holbein eigene Wandererzählungen in der Lokalpresse.
Kurz vor seinem Tod im Jahre 1940 trug er sich das 2244. Mal in das Gipfelbuch des Inselsberges ein.

## Ehrungen
Die Grundschule am Schulplatz in Waltershausen sieht sich der Tradition des Malers verpflichtet; sie trägt seit dem Jahre 2002 dessen Namen.
| Personendaten    | Personendaten                |
| ---------------- | ---------------------------- |
| NAME             | Holbein, Friedrich           |
| KURZBESCHREIBUNG | deutscher Maler und Grafiker |
| GEBURTSDATUM     | 19. März 1856                |
| GEBURTSORT       | Waltershausen                |
| STERBEDATUM      | 1940                         |